# Anigraea rufibasis
Anigraea rufibasis là một loài bướm đêm trong họ Noctuidae.